# Journée européenne de la culture juive

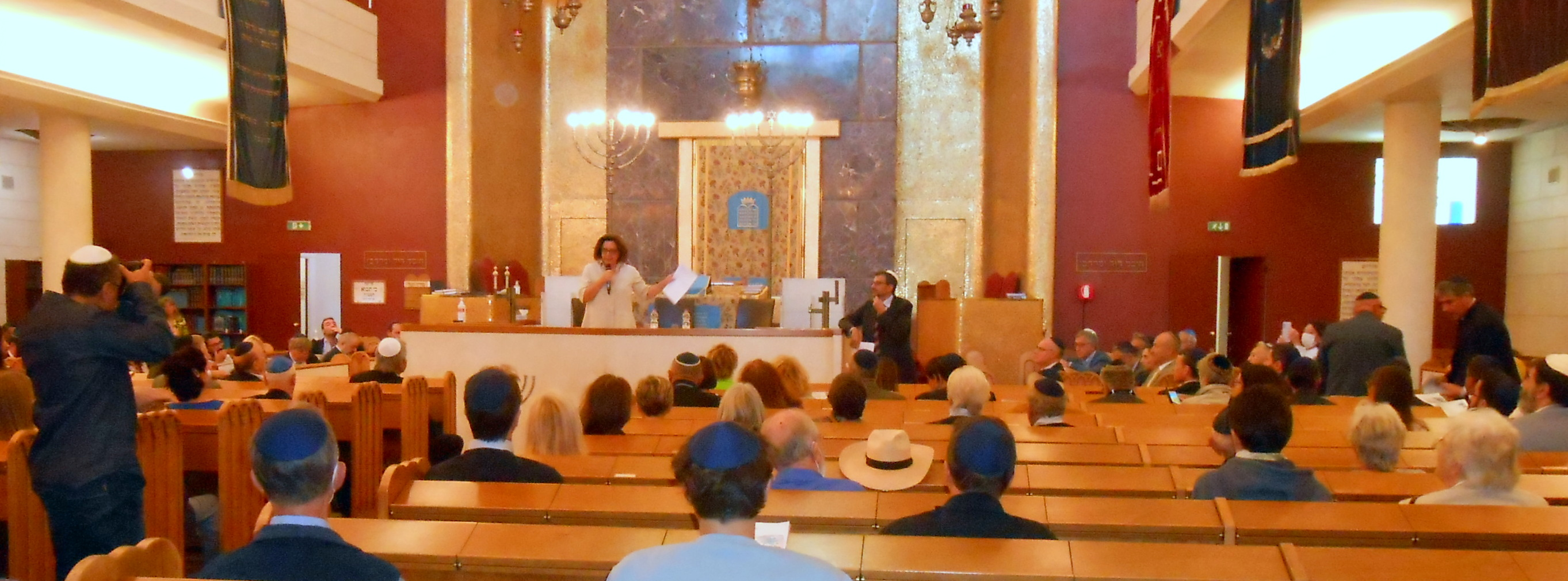
Présentation dans la synagogue centrale de Milan à l'occasion de la Journée européenne de la culture juive 2022 sur le thème du renouveau.

La Journée européenne de la culture juive est un événement célébré dans plusieurs pays d'Europe au mois de septembre. L'objectif de cette journée est d'organiser des activités liées à la culture juive et les exposer au public, avec l'intention de mettre en avant le patrimoine culturel et historique du peuple juif. Les activités sont coordonnées par l'Association européenne pour la préservation et la promotion de la culture juive (AEPJ), le Conseil européen des communautés juives, le b'nai b'rith d'Europe et le Réseau de Quartiers juifs en Espagne. Cette initiative est prise avec la conviction qu'une plus grande sensibilisation à la culture, à la tradition, à la vie des différentes communautés vivant dans le même pays ou ville aide les gens à connaître "l'autre" et renforce la communication et le dialogue entre les cultures.

## Histoire
L'événement annuel a été initié en 1996 par le B'nai B'rith de Strasbourg dans le département français du Bas-Rhin en collaboration avec l'Agence locale pour le développement du tourisme,. Elle concerne désormais vingt-sept pays Européens, y compris la Turquie et l'Ukraine. Le principal objectif de la journée était de permettre l'accès et éventuellement la restauration à des synagogues abandonnées ayant une importance architecturale telles que celles de Wolfisheim, Westhoffen, Pfaffenhoffen, Struth, Diemeringen, Ingwiller ou de Mackenheim.
Un partenariat a été créé entre le B'nai B'rith et les autres organismes qui participent actuellement à l'organisation des événements de la journée.

## Activités
Sur cette journée, des expositions, des concerts, des débats, des conférences et des excursions sont organisées dans de nombreux pays européens. Des sujets tels que les quartiers juifs, la coexistence des cultures, des expositions concernant la sculpture, la peinture, la gravure, la musique juive et les objets religieux sont mis en avant.